# Villiers-Couture
Villiers-Couture è un comune francese di 152 abitanti situato nel dipartimento della Charente Marittima nella regione della Nuova Aquitania.

## Società

### Evoluzione demografica
Abitanti censiti